# Рыжик, Валерий Идельевич
Валерий Идельевич (Адольфович) Рыжик (род. 25 августа 1937, Ленинград) — советский и российский преподаватель математики, автор ряда учебников и методических пособий. Народный учитель Российской Федерации (2014).

## Биография
Родился в 1937 году в Ленинграде. Окончил 253-ю среднюю школу Октябрьского района. Затем обучался на математическом факультете Педагогического института им. А. И. Герцена. 
После института преподавал математику в своей 253-й школе.
В 1962 году перешёл в 239-ю школу. В 1964 году основал там туристский клуб «ШАГИ» и пять лет был его руководителем.
В 1969 году перешёл в 108-ю вечернюю школу для взрослых, а через год в 211-ю школу Куйбышевского района. Параллельно преподавал геометрию в Герценовском институте.
В 1975-м вернулся в 239-ю школу.
В 1976 году защитил диссертацию «Использование аксиоматики евклидова пространства для изучения геометрии в школе».
В 1980—82 работал старшим научным сотрудником в ЛГПИ.
В 1983 году, продолжая преподавать в Педагогическом институте, перешёл из 239-й в 184-ю школу Калининского района.
В 1988 году перешёл в новую школу при Физико-техническом институте имени А. Ф. Иоффе РАН (ныне — Лицей «Физико-техническая школа» имени Ж. И. Алфёрова), где преподаёт по настоящее время.

## Книги
- А. Д. Александров, А. Л. Вернер, В. И. Рыжик. Геометрия
- В. И. Рыжик. 25 тысяч уроков математики, 1992
- В. И. Рыжик. 30 тысяч уроков математики, 2003
- В. И. Рыжик. Дидактические материалы по геометрии

## Награды и звания
- Заслуженный учитель Российской Федерации (1999)[2].
- Народный учитель Российской Федерации (2014)[3].